# Weilheim-Schongau járás
Weilheim-Schongau járás egy járás Bajorországban. Weilheim-Schongau járás Landsberg am Lech, Starnberg, Bad Tölz-Wolfratshausen, Garmisch-Partenkirchen és Ostallgäu járásokkal határos. Lakosainak száma 106 376 fő (1987. május 25.).

## Népesség
A járás népessége az elmúlt években az alábbi módon változott:
| Lakosok száma | 96 359 | 106 376 | 129 568 | 130 387 | 131 190 | 132 906 | 133 859 | 134 252 |
|               | 1970   | 1987    | 2012    | 2013    | 2014    | 2015    | 2016    | 2017    |